# Светло-красный этелис
Светло-красный этелис (лат. Etelis radiosus) —вид лучепёрых рыб семейства луциановых (Lutjanidae). Распространены в Индо-Тихоокеанской области. Максимальная длина тела 80 см. Морские бентопелагические рыбы. Имеют промысловое значение.

## Описание
Тело удлинённое, веретенообразной формы, несколько сжато с боков, покрыто чешуёй среднего размера. Ряды чешуй на спине параллельны боковой линии. В боковой линии 50—51 чешуй. Голова небольшая с большими глазами. Рыло короткое, несколько длиннее диаметра глаза. Верхняя челюсть покрыта чешуёй, но без продольных гребней; её задний край доходит до вертикали, проходящей через середину орбиты глаза. Нижняя челюсть немного выдаётся вперёд. Зубы на челюстях маленькие, конической формы, впереди несколько клыковидных зубов; есть зубы на нёбе; на сошнике зубы расположены дугообразно, без заднего выроста в средней части. Межорбитальное пространство плоское. Ноздри на каждой стороне головы расположены близко друг к другу. На первой жаберной дуге 32—36 жаберных тычинок, в том числе 20—22 на нижней половине. Спинной плавник сплошной, но между колючей и мягкой частями заметная выемка. В колючей части 10 жёстких лучей, а в мягкой части 11 мягких лучей. Чешуя на спинном и анальном плавниках отсутствует. В анальном плавнике 3 жёстких и 8 мягких лучей. Последний мягкий луч в спинном и анальном плавниках немного удлинённый. Грудные плавники удлинённые, но несколько короче длины головы, с 16 мягкими лучами. Хвостовой плавник серпообразный.
Общая окраска тела красная, с более светлым брюхом.
Максимальная длина тела 80 см, обычно до 50 см.

## Ареал и места обитания
Распространены в Индо-Тихоокеанской области от Шри-Ланка до Самоа и от островов Рюкю до Австралии и Новой Каледонии. Обитают над скалистыми грунтами на глубине от 90 до 360 м. Питаются преимущественно рыбами.

## Взаимодействие с человеком
Светло-красный этелис является промысловым видом в некоторых регионах. Ловят донными удочками. Реализуется в свежем виде .
Международный союз охраны природы присвоил этому виду охранный статус «Вызывающий наименьшие опасения».